# Сграда на Педагогическото училище в Кюстендил
Сградата на Педагогическото училище в Кюстендил е архитектурен паметник на културата, както и исторически такъв. Днес в нея се помещава кметството с администрацията на община Кюстендил и общинския съвет.

## Инициатива и реализация на проекта
Построяването на сградата е по инициатива на Градския съвет, начело с кмета Христо Лекарски. Камъкът в основата е положен в деня на светите братя Кирил и Методий и на българската писменост и култура – 11 май 1889 г.
Министерството на народното просвещение възлага проекта на виенския архитект Фридрих Грюнангер. Монументалната сграда е разположена в историческия център на Кюстендил на мястото на съществували преди освобождението конаци на изселили се в Македония през 1878 г. османски местни първенци, сред които Зейнел бей, зет на последния каймакамин Мехмед Челеби Агин.
Западно от сградата е разположен централния площад на Кюстендил – Велбъжд с пропорции на ареата – 110/50 м, решени от архитект Христо Ковачевски в канона на т.нар. златното сечение в градоустройството. Строителството на сградата на Педагогическото училище е поверено на предприемачите братята Иван, Васил и Григор Гребенарови, както и на италиански каменоделци и кюстендилски майстори – зидари и дърводелци от трънския край за довършителните работи. Общата нетна стойност на проекта била 326 533 лв. към 1889 г.
Сградата със застроена площ от 1516 m² е тържествено открита с водосвет на 10 октомври 1894 г. Тя е на два етажа, като на долния има 15 учебни стаи, а на горния – още 10. През 1898 г. е издградена и малката куличка на градския часовник със средновековната среброгласна камбана още от 1429 г., която е пренесена след разрушаването на Часовниковата градска (Сахат) кула – съградена през 1665 г.
Вертикалната планировка около сградата е решена от учителя Дончо Стрезов – училищна градина на площ 9 декара, чието изграждане започва на 4 март 1897 г. Южно от училищната сграда е разположена представителна градинска композиция в геометричен (френски) стил, а пред източната фасада – градина в пейзажен (английски) стил, спортна площадка и гимнастически салон. Проектът предвиждал изграждането и на оранжерия, пчелник, метеорологическа станция и „отделение за отровни и лекарствени растения“. „Практическата градина“ на площ 3,5 декара била планирана в две отделения – с овощарско-лозарски разсадник за индустриални растения и „практическо поле и зеленарска градина“ с парник. През 1897 г. е разработен целият парк, оранжерията и част от разсадника.

## Предназначение на сградата
След закриването на Педагогическото училище през 1908 г. с прогласяването на независимостта и Царство България, временно в сградата се помещава откритата в града Държавна мъжка гимназия, а от 1911 до 1915 година – Общинската девическа гимназия.
По време на участието на Царство България в Първата световна война в училищната сграда се разполага Главната квартира на Българската армия. Именно от тази сграда се планират и ръководят бойните действия на българската армия в първия световен конфликт, поради което тя освен архитектурен е и исторически паметник. Тук е взето решението за създаването на двете „нови“ области в т.нар. западни български земи – Моравска военноинспекционна област с център Ниш (Нишката порта на Кюстендил е била разположена южно от т.нар. Железен мост, от който започвал и нишкия път) и Македонска военноинспекционна област с център Скопие. По време на Първата световна война тук се помещава редакцията на т.нар. „Походна войнишка библиотека“, която през 1917 и 1918 г. издава 47 заглавия с едър шрифт българска и преводна литература, отпечатани в печатницата при Главната квартира на Александър Пилев в града (помещаваща се в отсрещната сграда през площад „Велбъжд“ на читалище „Братство“).
Съдбата ѝ отрежда и неприятности – след пробива при Добро поле на Солунския фронт, и по-точно на 24 септември 1918 г. в Главната квартира нахлуват предводители и участници в т.нар. войнишко въстание. По същото това време яростта и гневът на бунта не подминават и леката постройка над тази на Хисарлъка, станала известна като вилата на Генерала.
След Първата световна война сградата остава в общинска собственост. Поради лошите последни спомени, с приемането на Закона за построяване на съдебни сгради (ДВ, брой 83 от 16.07.1926 г.), община Кюстендил продава за 6 млн. лв. след протоколно решение № 14 от 12.03.1928 г. на Кюстендилския общински съвет, и предава на 21 юни 1928 г. сградата на Педагогическото училище – на министерството на правосъдието.
Преустройството на сградата за съдебна палата било ръководено от държавния архитект Димитър Георгиев. Инсталацията за парно отопление била възложена за изпълнение на инженерите Пиперков и Цорна от София, а стилният каменен портик на новия централен вход бил увенчан с пластичния образ на Темида (дело на кюстендилеца Йордан Йовчев).
На 28 юни 1931 г. под превързания поглед от каменната пластика на Темида (дело на проф. Иван Лазаров) и очите на целокупната местна общественост, след отслужен водосвет с хор и речи на министъра на правосъдието д-р Миланов, председателя на Кюстендилския окръжен съд Христо Кертев и члена на Върховния касационен съд Йосифчев, преустроената за първа съдебна палата в България сграда – била тържествено открита.
По ирония на съдбата, след деветосептемврийския преврат, в сградата вече на първата съдебна палата се нанася щаба на Първа армия, вече под командването на новоназначения ген. Владимир Стойчев. Армията под диктовката на Отечествения фронт е хвърлена да „освобождава Македония“, която става интегрална част от СФРЮ по силата на т.нар. Парижки мирен договор.
В края на 1959 г. (след като престава да съществува Кюстендилския околийски съд и е създаден Кюстендилски районен съд) в сградата са настанени Окръжният народен съвет и Окръжният комитет на БКП., а от 1973 г. – Общинският народен съвет. След десетоноемврийския преврат сградата продължава да се използва от община Кюстендил. 
Сградата на бившето Педагогическо училище е един от символите на Кюстендил, като свидетел на почти всички исторически събития свързани с България и „града на Константин“ след Освобождението.

### Съвременни измерения
На празника „Кюстендилска пролет“ през 2012 г. министър-председателят Бойко Борисов се показва на тераската на входа на историческата сграда и маха към хората на площада, подвиквайки „Цецо“ към тогавашния вицепремиер на вътрешните работи с ресор и ДАНС – Цветан Цветанов. 
На 28 юли 2013 г. в кабинета на командващия българската армия в Първата световна война ген. Никола Жеков и на командващия Първа армия във Втората световна война ген. Владимир Стойчев, премиерът Пламен Орешарски (който е свързан с града и неговия край) с българското правителство приема на работна среща македонския си колега Никола Груевски с македонския кабинет.  Пред сградата симпатизанти на ВМРО начело с Ангел Джамбазки посрещат македонското правителство с патриотични песни и трансперанти: „И преди, и сега Македония е българска“, „Долу ръцете от българската история“, „Не на терора на българите в Македония“. Пред сградата на община Кюстендил са поставени метални заграждения и е засилено полицейското присъствие. 